# Fjodor Nikanorowitsch Muchin

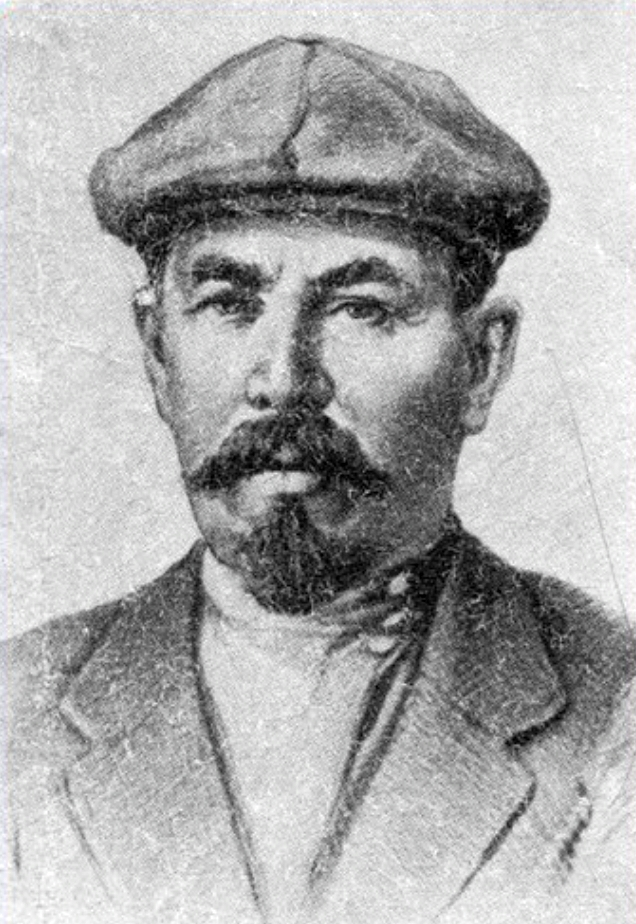
Fjodor Nikanorowitsch Muchin (1919)

Fjodor Nikanorowitsch Muchin (russisch Фёдор Никанорович Мухин; * 1878 in Sawodoukowsk, Oblast Tjumen; † 1919 in Blagoweschtschensk) war ein russischer Revolutionär.
Der Lokomotivführer Muchin arbeitete seit 1902 als Maschinist an der Chinesischen Osteisenbahn und der Transbaikal-Eisenbahn. Er trat 1904 der SDAPR(B) bei und beteiligte sich 1905–1907 an der Revolution. Ab Dezember 1917 war er einer der Führer der Bolschewiki im Amur-Gebiet, ab Februar 1918 Vorsitzender des Gebietsexekutivkomitees. Als es von Weißgardisten erobert wurde, leitete er die illegale Arbeit der Partei. 1919 wurde er von den Weißgardisten in Blagoweschtschensk gefangen genommen und nach über 12-stündiger Befragung ermordet.